# Імені Мамонтова (Павловський район)
імені Ма́монтова (рос. имени Мамонтова) — селище у складі Павловського району Алтайського краю, Росія. Входить до складу Арбузовської сільської ради.

## Населення
Населення — 157 осіб (2010; 231 у 2002).
Національний склад (станом на 2002 рік):
- росіяни — 84 %